# Pałac Iavoloha
Pałac Iavoloha (malg. Lapan'Iavoloha, fr. Palais d'Iavoloha) – pałac w Madagaskarze usytuowany na przedmieściach stolicy Antananarywy,15 kilometrów na południe. Obecnie siedziba Prezydenta Madagaskaru.
Budowa pałacu została sfinansowana przez Koreę Północną i ostatecznie zbudowana w czasie objęcia władzy przez prezydenta Didiera Ratsiraki w 1975 roku. Była wzorowana na Pałacu Królowej w Antananarywie. 